# Eneida Maria de Souza
Eneida Maria de Souza (Manhuaçu, 1943 - Belo Horizonte, 1 de março de 2022) foi uma letróloga, letrista, linguísta, crítica literária e professora universitária brasileira. Foi uma especialista na obra de Mário de Andrade.

## Biografia
Formou-se em Letras em 1966, pela Universidade Federal de Minas Gerais. Em 1968 assumiu docência na Faculdade de Letras da instituição, tornando-se professora titular em 1991. Em 1975 realizou mestrado pela Pontifícia Universidade Católica do Rio de Janeiro. Sua dissertação A barca dos homens - a viagem e o rito, orientada por Affonso Romano de Sant'Anna, tratou da obra literária de Autran Dourado. Em 1982 concluiu seu doutoramento, na Universidade Paris VII. Sua tese Des mots, des langages et des jeux- une lecture de Macunaima, destinou-se a análise de Macunaíma, de Mário de Andrade, tendo por orientadora Julia Kristeva.
Foi professora visitante na Universidade Federal da Bahia, Pontifícia Universidade Católica do Rio de Janeiro, Universidade do Estado do Rio de Janeiro, Universidade Federal do Rio Grande do Norte, Universidade de Nottingham, Universidade de Poitiers e Universidade de San Andrés. Em 2003 recebeu o título de professora emérita da Universidade Federal de Minas Gerais.
Seu pensamento é marcado pelo formalismo russo, estruturalismo e pós-estruturalismo.

### Falecimento
Faleceu em 1 de março de 2022, passava pelo tratamento de um câncer do endométrio, descoberto tardiamente. Seu corpo foi velado em Belo Horizonte e enterrado em sua cidade natal.

## Contribuições
Sua tese de doutoramento, analisou a produção de Mário de Andrade relacionada com a cultura popular brasileira, em especial o folclore. Foi inovadora ao estabelecer novos parâmetros para a crítica literário sobre o autor. Ao longo de sua carreira também elaborou estudos sobre a obra fotográfica de Assis Horta, Chichico Alkmim e sobre a produção de foto-pintores cearenses, todos esses estudos pioneiros.
Como docente na Universidade Federal de Minas Gerais foi responsável por estruturar e fundar, ao lado de Ana Lúcia Gazzola, Vera Casanova e Ruth Silviano Brandão, o doutorado em Literatura Comparada, que hoje faz parte da instituição, desde 1985.
Em 1989 fundou o Centro de Estudos Literários. Neste mesmo ano, participou da criação do Acervo de Escritores Mineiros, que acolheu inicialmente o acervo de Henriqueta Lisboa, Murilo Rubião e Oswaldo França Lisboa. Era atuante no Projeto Minas Mundo. Entre 1988 e 1990 foi presidenta da Associação Brasileira de Linguística, da qual foi uma das fundadoras em 1986.

## Prêmios e honrarias
Seu livro Correspondência – Mário de andrade & Henriqueta Lisboa (2010), foi agraciado com o Prêmio Jabuti de 2011, na temática biografia. Recebeu em 2014, do Governo do Estado de Minas Gerais, a Medalha da Inconfidência.
Roberto Said e Wander Melo Miranda organizaram a obra Uma crítica cult (2023), publicado pela Editora Autêntica. A obra contou com a participação de 22 acadêmicos, de 11 instituições diferentes, tratando sobre a produção da autora, como uma homenagem póstuma.

## Obras
- Narrativas impuras. Recife: CEPE Pernambuco, 2021.
- Modernidade toda prosa. Rio de Janeiro: Casa da Palavra, 2014. Conjuntamente a Marília Rothier Cardoso.
- Janelas indiscretas - ensaios de critica biográfica. Belo Horizonte: Editora da UFMG, 2011.
- Mário de Andrade & Henriqueta Lisboa - Correspondência. São Paulo: EDUSP / PEIRÓPOLIS, 2010.
- Pedro Nava. Rio de Janeiro: Agir, 2005.
- Pedro Nava, o risco da memória. Juiz de Fora: Funalfa, 2004.
- Crítica cult. Belo Horizonte: Editora da UFMG, 2002.
- O século de Borges. Belo Horizonte: Autêntica, 1999 e 2009.
- Modernidades Tardias. Belo Horizonte: Editora da UFMG, 1998.
- Autran Dourado. Belo Horizonte: Editora da UFMG, 1996.
- Tempo de pós-crítica. Belo Horizonte: Editora da UFMG e Veredas & Cenários, 1994 e 2007.
- Traço Critico. Belo Horizonte; Rio de Janeiro: Editora da UFMG / Editora da UFRJ, 1993.
- A pedra mágica do discurso. Belo Horizonte: Editora da UFMG, 1988 e 1999.